# Calyptrocalyx forbesii
Calyptrocalyx forbesii là loài thực vật có hoa thuộc họ Arecaceae. Loài này được (Ridl.) Dowe & M.D.Ferrero mô tả khoa học đầu tiên năm 1999.